# 中波蒂瓜爾中區
中波蒂瓜爾（葡萄牙語：Central Potiguar）是巴西東北部北里約格朗德州的一個中區。

## 小區
中波蒂瓜爾共下轄5個小區：
- 安日庫斯
- 馬考
- 西塞里多
- 東塞里多
- 塞拉-達聖安娜